# Leopold Melchior von Rotberg

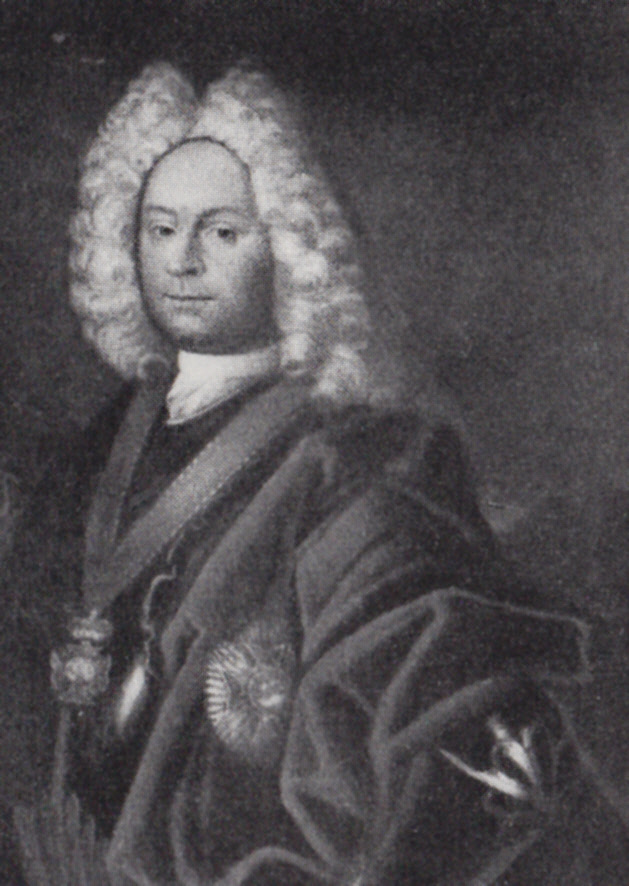
Leopold Melchior von Rotberg um 1713

 Leopold Melchior von Rotberg (* 18. Februar 1673 in Bad Bellingen-Bamlach; † 16. August 1736 in Bad Wildbad) war ranghoher Amtsträger der Markgrafschaft Baden-Durlach und der Landgrafschaft Hessen-Kassel.

## Hofkarriere
Leopold Melchior von Rotberg trat zunächst in den Dienst des Markgrafen Friedrich VII. Magnus von Baden-Durlach, der ihn 1696 zum Hofrat und Hofmeister ernannte. Er gehörte zu den Erziehern des Markgrafen Christoph von Baden-Durlach. 1714 stieg er dann unter dem Markgrafen Karl III. Wilhelm zum Geheimrat und Oberhofmarschall auf und 1718 sandte ihn der Markgraf in diplomatischer Mission an den kur-bayerischen und den kur-pfälzischen Hof. Sein Haus in der neuen badischen Residenzstadt Karlsruhe verkaufte er 1720 an den Markgrafen. Er trat dann als Geheimer Legationsrat in den Dienst des Landgrafschaften von Hessen-Kassel, Karl, den er dann 1721 am polnischen Hof vertrat.

## Ehrungen
Am 17. Juni 1715 wurde er nach dem Bruder des Ordensstifters des Markgrafen Karl Wilhelm der zweite Ordensritter des neu gestifteten badischen Hausordens der Treue und zugleich der erste Ordenskanzler dieses Ordens. Dieses Amt nahm er bis zu seinem Tode wahr.

## Familie
Rotberg wurde als Sohn von Arnold von Rotberg und Juliana Sophia von Nottleben geboren.
Rotberg heiratete am 15. September 1705 Salomea von Günzer. Aus dieser Ehe stammt Wilhelm von Rotberg.

## Werke
- Johann Ulrich Pregitzer, Leopold Melchior von Rotberg: Disciplina notitiae Sacri Romani Imperii, Tübingen 1691 online bei der Bayerischen Staatsbibliothek